# This Is England
This Is England és una pel·lícula britànica del 2006, escrita i dirigida per Shane Meadows, que va escriure el guió basant-se en les seves pròpies experiències. És un drama centrat en un grup de joves skinheads de principis dels anys vuitanta. Reflecteix com el moviment skinhead original va ser adoptat per organitzacions associades al nacionalisme blanc, el que va provocar la divisió de l'escena skinhead. El llargmetratge es va estrenar el 12 de setembre de 2006 al Festival Internacional de Cinema de Toronto. Va ser guardonat amb el BAFTA a la millor pel·lícula britànica i el Guldbagge a la millor pel·lícula estrangera, entre altres premis.

## Argument
És la història d'unes vacances escolars, aquelles llargues setmanes d'estiu que transcorren entre un curs escolar i l'altre, quan poden produir-se esdeveniments que marquen un canvi a la vida. Estem el 1983, durant l'època de la dama de ferro i els alts índex d'atur. Les escoles estan de vacances. Shaun, (Thomas Turgoose) que té 12 anys, és un nen solitari que creix en un poble costaner molt gris, el pare del qual ha mort en combat a la guerra de les Malvines. Durant les vacances, troba nous models masculins quan l'adopten els skinheads del poble. Amb els seus nous amics, Shaun descobreix un món de festes, coneix el seu primer amor i descobreix els encants de les botes Dr. Martens. És llavors quan coneix a Combo (Stephen Graham) un skin racista, més gran que ell, que acaba de sortir de la presó. Mentre la banda d'en Combo assetja les minories ètniques locals, tot sembla preparat per a l'arrancada d'un procés de maduració que durà en Shaun de la innocència a l'experiència.

## Repartiment
- Thomas Turgoose: Shaun Field
- Stephen Graham: Andrew "Combo" Gascoigne
- Joe Gilgun: Richard "Woody" Woodford
- Andrew Shim: Milky
- Vicky McClure: Frances "Lol" Jenkins
- Rosamund Hanson: Michelle "Smell"
- Andrew Lewis Peter Ellis: Gary "Gadget"
- Jack O'Connell: "Pukey" Nicholls
- Kieran Hardcastle: Kes
- Perry Benson: Meggy
- George Newton: Banjo
- Kriss Dosanjh: Mr. Sandhu
- Jo Hartley: Cynthia

## Premis i nominacions
| Any  | Premi                           | Categoria                                   | Actor                                    | Resultat   |
| ---- | ------------------------------- | ------------------------------------------- | ---------------------------------------- | ---------- |
| 2006 | Premis British Independent Film | Millor pel·lícula                           |                                          | Guanyadora |
| 2006 | Premis British Independent Film | Millor director                             | Shane Meadows                            | Nominat    |
| 2006 | Premis British Independent Film | Millor guió                                 | Shane Meadows                            | Nominat    |
| 2006 | Premis British Independent Film | Millor actor o actriu de repartiment        | Joseph Gilgun                            | Nominat    |
| 2006 | Premis British Independent Film | Millor actor o actriu de repartiment        | Stephen Graham                           | Nominat    |
| 2006 | Premis British Independent Film | Acabat d'arribar més prometedor             | Thomas Turgoose                          | Guanyador  |
| 2006 | Premis British Independent Film | Major assoliment tècnic                     | Ludovico Einaudi (banda sonora original) | Nominat    |
| 2007 | Premis Guldbagge                | Guldbagge a la millor pel·lícula estrangera |                                          | Guanyadora |
| 2008 | Premis BAFTA                    | Millor pel·lícula britànica                 |                                          | Guanyadora |
| 2008 | Premis BAFTA                    | Millor guió original                        | Shane Meadows                            | Nominada   |

## Música
La banda sonora de la pel·lícula This Is England:
1. "54–46 Was My Number" – Toots & The Maytals
2. "Come On Eileen" – Dexys Midnight Runners
3. "Tainted Love" – Soft Cell
4. "Underpass/Flares" (Film dialogue)
5. "Nicole (Instrumental)" – Gravenhurst
6. "Cynth / Dad" (Film dialogue)
7. "Morning Sun" – Al Barry & The Cimarons
8. "Shoe Shop" (Film dialogue)
9. "Louie Louie" – Toots & The Maytals
10. "Pressure Drop" – Toots & The Maytals
11. "Hair in Cafe" (Film dialogue)
12. "Do the Dog" – The Specials
13. "Ritornare" – Ludovico Einaudi
14. "This Is England" (Film dialogue)
15. "Return of DJango" – Lee "Scratch" Perry & The Upsetters
16. "Warhead" – UK Subs
17. "Fuori Dal Mondo" – Ludovico Einaudi
18. "Since Yesterday" – Strawberry Switchblade
19. "Tits" (Film dialogue)
20. "The Dark End of the Street" – Percy Sledge
21. "Oltremare" – Ludovico Einaudi
22. "Please Please Please Let Me Get What I Want" (The Smiths cover) – Clayhill
23. "Dietro Casa" – Ludovico Einaudi
24. "Never Seen the Sea" – Gavin Clark (of Clayhill)

Música addicional de la pel·lícula, inclou:
1. "Pomp and Circumstance March No 1 in D. OP 39/1" (Edward Elgar) – performed by Royal Philharmonic Orchestra
2. "Maggie Gave a Thistle" – Wayne Shrapnel and The Oi Stars
3. "Let's Dance" – Jimmy Cliff

## Al voltant de la pel·lícula

### Rodatge
Gran part de la pel·lícula va ser rodada en les zones residencials de Nottingham, incloent St Ann, Lenton i dels camps, amb una secció de les cases abandonades de l'antiga base aèria de la RAF de Newton, als afores de Bingham, Nottinghamshire. La baralla de l'inici va ser filmat en Wilsthorpe Business and Enterprise College, una escola secundària de Derbyshire. Escenes addicionals, com ara com "els molls " es van filmar a la ciutat natal Turgoose de Grimsby, que és també l'escena d'obertura de This Is England 86 episodi.
Turgoose tenia 13 anys en el moment de la gravació.Turgoose mai havia actuat abans, havia estat expulsat de la seva escola per mal comportament. La pel·lícula va ser dedicada a la mare de Turgoose, Sharon, que va morir de càncer el 29 de desembre de 2005, tot i que no va poder veure la pel·lícula, va veure un petit avanç.
Marc
La pel·lícula està ambientada en una localitat no identificada en els Midlands. Encara que gran part de la pel·lícula va ser filmada a Nottingham, una sèrie d'escenes amb els molls de la ciutat, que s'oposa a aquesta ciutat de l'interior com un escenari per a l'acció. De la mateixa manera els accents dels personatges principals s'han extret d'una àrea geogràfica àmplia.

### Reaccions
La pel·lícula va rebre un certificat per majors de divuit per l'organització responsable de la classificació i censura de pel·lícules del regne unit (BBFC) pel seu llenguatge racista i la violència. La pel·lícula va ser exhibida en festivals de cinema internacionals, incloent Londres, També van permetre presentar al Teatre Grimsby's Whitgift.
El 5 de gener de 2008, Rotten Tomatoes informar que el 93% dels crítics de cinema va donar als comentaris positius, sobre la base de 82 comentaris. Metacritic informar de la pel·lícula tenia una puntuació mitjana de 86 sobre 100, basat en 23 informes. - que indica la "aclamació universal Això va fer que es convertís en la desena millor pel·lícula de l'any. La pel·lícula va aparèixer en diversos crítics dels EUA, i en la llista de les deu millors pel·lícules del 2007; que va ser tercer en la llista per David Newsweek Ansen, setè en la llista de Marc The Oregonian de Mohan, i novè a la llista de Kevin de Los Angeles Times. La pel·lícula es va classificar catorzè en la llista de The Guardian de 2007 de millors pel·lícules i quinzè Empire's Movies de l'Any.
La pel·lícula va guanyar el Premi Alexander Korda a la millor pel·lícula britànica el 2007 els Premis de l'Acadèmia Britànica de Cinema. També va guanyar el 2006 la categoria de la millor pel·lícula del Premi British Independent Film, Thomas Turgoose guanyar el premi revelació més prometedora.